# ヴォルーミナ
『ヴォルーミナ』（Volumina）は、ジェルジ・リゲティが1961年から1962年にかけて作曲したオルガン独奏曲（1966年改訂）。演奏時間は約16分。
トーン・クラスターをオルガンに持ち込んだ曲として知られる。

## 概要
リゲティはハンス・オッテからブレーメンの教会で演奏するためのオルガン曲を依頼された。これは亡命して以後最初の「作曲の委嘱」だった。
「ヴォルーミナ」という題は英語のvolumeにあたるラテン語のvolumenの複数形で、リゲティによればオルガンの楽器としての特質として押しさげられた鍵盤の数が音量に直結することを利用している。またオルガンのストップの操作やオルガンのモーターのON・OFFも重要であり、これらを操作するための助手を必要とする。
1966年に出版された楽譜は図形譜によって記譜され、それに言葉によって詳細な指示が加えられている。演奏には前腕・拳・掌などを用いてある範囲のすべての鍵盤を押さえる特殊な技法を使用する。

## 初演
1962年5月4日にブレーメンでカール＝エリク・ウェーリン (sv:Karl-Erik Welin) の演奏によって初演された。この初演に関してリゲティが面白おかしく語っているところによると、本来はブレーメンの教会のオルガンで初演される予定だったが、初演者であるウェーリンがエーテボリでこの曲を練習していたところ、トーン・クラスターの負荷に耐えられずにオルガンの金属部分が融けてしまった。このニュースがブレーメンに伝わったこともあって生演奏による初演はキャンセルとなり、用心のためにウェーリンがストックホルムの教会のオルガンで前もって演奏したものの録音を流したが、テープが短すぎて最後の数分が切れてしまっていた。
生演奏による初演は同年5月10日にアムステルダムで同じくウェーリンの演奏によって行われた。

## 音楽
『アトモスフェール』と同様、ある範囲のすべての半音を埋める分厚いトーン・クラスターを使用した静的な性格を持つ作品で、変化は徐々に連続して起きる。曲はまず巨大なクラスターの伸ばしによって始まり、最後には鍵盤を押したままモーターを止める。
音の伸ばしによる静的なクラスターと、内部にさまざまな動きのあるクラスターの2種類があり、コリンズの分析によるとこの2種類のクラスターをそれぞれ第1・第2主題として提示部・経過部・展開部・再現部・コーダを持つソナタ形式に似た形式で書かれている。